# 本田みずほ
本田 みずほ（ほんだ みずほ、1973年4月22日 - ）は、日本のお笑いタレント。本名：本田 美津保（結婚前の旧姓）。吉本興業所属。

## 来歴
神奈川県相模原市出身。家族構成は父、母、妹。
小学1年生の頃に漫才ブームの影響を受け、漫才師に憧れる。小学校の高学年になると手当たり次第にタレントオーディションを受けるが、すべて不合格となる。
相模原市立上溝南中学校では演劇部に入り、研ナオコや樹木希林のような女優に憧れる。神奈川県立上溝高校1年の夏、オーディション雑誌の片隅に「吉本興業／バッタモンクラブ・オーディション」の広告を見つけ、演劇部の友人2人と挑戦。「ぱぁぷるず」の名で初舞台に立つ。これを機にお笑いに目覚め、友人と別れ新たに1人コントに挑む。吉本バッタモンクラブで芸を磨き、高校卒業後に間寛平門下となる。アイドル風のルックスで、当時は「西のキョンキョン」などと呼ばれていた。
1993年、フジテレビの深夜番組『とぶくすり』のレギュラーに抜擢される。しかし『とぶくすりZ』の終了以降、一旦メディアから消えることになる。
1994年にパンク・ロックバンド「SPOON PERM」を結成し、作詞およびボーカルを担当。1996年3月25日、ミラクル・レコードからアルバム『BEST?』をリリースする。
その後はルミネtheよしもとの新喜劇などの舞台を中心に、お笑い芸人として活動している。また、『とぶくすり』の後継番組である『めちゃ2イケてるッ!』に数年に一度のペースでゲスト出演し、「濱口だまし」にも参加した。同番組の終了後には本田もフジテレビのリハ室に招集され、総監督の片岡飛鳥から番組特製メダルを授与されたとTwitterとInstagramで報告している。
2006年6月に東京大学卒の一般人と結婚。
日本アロマ環境協会認定アロマテラピーアドバイザー。この資格と絵画の趣味を生かし、Em Zed Eych（エムゼットエイチ）名義で手作りのアロマキャンドルアート作品を発表している。2015年には、表参道の galerie doux dimanche（ギャラリー・ドゥー・ディマンシュ）で初の個展を開いた。

## 出演

### テレビ番組
- 5時SATマガジン（中京テレビ）
- クイズ!年の差なんて（フジテレビ）
- 平成名物TV 第2部「IKE IKE CLUB」（1990年 - 1991年、TBS）
- 黒BUTA天国（1993年 - 1994年、テレビ東京）
- とぶくすり（1993年、フジテレビ）[3][5]
- 電波結社バババ団（1993年 - 1994年、中京テレビ）[9]
- うるとら7:00（1993年 - 1995年、日本テレビ）[1]
- 殿様のフェロモン（1993年 - 1994年、フジテレビ）[5]
- とぶくすりZ（1994年 - 1995年、フジテレビ）[10]
- お年玉スペシャル 笑う正月!ハッスルかましてよかですか!?（1994年1月1日、フジテレビ）
- グルーヴレーサー（テレビ神奈川）[1]
- ウイークエンド・ジョイ（1997年 - 1998年、NHK BS2）[11][12]
- ヨシモト∞ 土曜第2部「ADORIBU武道会」（2006年 - 2007年、ヨシモトファンダンゴTV）
- YOSHIMOTO DIRECTOR'S 100 〜100人が映画撮りました〜（2007年、中京テレビ）[13]

### テレビドラマ
- 江戸の用心棒II（1995年10月 - 1996年3月、日本テレビ）[13] - おみよ 役

### ラジオ番組
- TEAM-0と本田みずほの赤ずきんちゃん気をつけて（1993年、TBSラジオ）

### 舞台
- 舞台版 笑いの殿堂（1991年）[1]
- ホラリオン 〜笑いと恐怖の大祭典〜「新・地獄の楽園」（2008年、劇団あぁルナティックシアター公演）[13]

### 映画
- 月光ノ仮面（2011年、角川映画）[1]